# State Baloșin
State Baloșin, născut Iancu D. Baloșin (n. 18 septembrie 1885, Negoești, România – d. 9 octombrie 1953, București, România) a fost un arhitect și diplomat, membru al Societății Arhitecților Români. A abordat atât stilulurile art deco, neo-românesc, cât și stilul modern, care a fost asimilat cu ușurință de arhitect. 

## Biografie
Provine dintr-o familie de intelectuali și urmează Colegiul Național „Carol I” din Craiova. În 1915 absolvă școala Superioară de Arhitectură din București. Participă la primul război mondial și este decorat cu Ordinul național „Steaua României”. Conduce, ca director, serviciul de arhitectură al Ministerului de Finanțe. Arhitect și sculptor cunoscut și apreciat în epocă. Concepe și realizează sedii de administrații fiananciare, de banci, vile, blocuri cu 10 etaje, monumente istorice.
În testamentul său, arhitectul a lăsat întreaga bibliotecă și arhivă de proiecte Institutului de Arhitectură „Ion Mincu”, „în calitate de moștenitor testamentar i se cuvin următoarele bunuri: un dosar plan Ministerul de Finanțe, un dosar Administrația Sector II, București, 469 suluri diferite planuri, 103 dosare cu planuri și acte diferite, 641 cărți, reviste și broșuri diferite, care toate compuneau biblioteca defunctului”.

## Construcții
- Monumentul Eroilor din Slobozia (1927)
- Monumentul Eroilor din Drobeta (1931)
- Blocul Wilson (1933)
- Blocul Creditul Minier (1933)
- Mausoleul Eroilor - Giurgiu (1934)
- Blocul Pherekyde (1935)
- Mausoleul de la Mateiaș (1935)
- Mausoleul Eroilor din Focșani (1925-1940)
- Palatul Băncii Sindicatului Agricol Ilfov (1936)
- Monumentul Proclamația de la Padeș (1937)
- Ministerul Administrației Financiare